# Ein Gesicht in der Menge
Ein Gesicht in der Menge ist ein US-amerikanisches Filmdrama von Elia Kazan aus dem Jahre 1957. Es basiert auf der Geschichte Your Arkansas Traveler von Budd Schulberg, der auch das Drehbuch verfasste.

## Handlung
Das Fernsehen überholt Ende der 1950er-Jahre langsam das Radio als populärstes Medium der Amerikaner. Marcia Jeffries, eine Rundfunkreporterin aus einem kleinen Ort in Arkansas, entdeckt in einem Gefängnis Larry Lonesome Rhodes. Larry Rhodes erlangt durch seinen rauen Charme schnell über seine Radiosendung Popularität. Ein Talentsucher lädt ihn nach Memphis ein, um dort im Fernsehen aufzutreten. Dort schreibt Mel Miller Texte und Drehbücher für Rhodes, die jetzt für eine landesweite Popularität sorgen. Gleichzeitig bewirbt Rhodes in seinen Programmen intensiv seinen Sponsor, dessen Produkte sich plötzlich rasend schnell besser verkaufen. Joey DePalma erkennt die Erfolgschancen, wenn man im Fernsehen mit einer Figur wie Rhodes wirbt und engagiert ihn für ein Nahrungsergänzungsmittel. Den simplen Rhodes dürstet es mittlerweile nach noch größerer Macht, und er ist der Meinung, dass auch die Politik eine Werbung nutzt, die so einfach gestrickt ist. Inhalte spielen für ihn keine Rolle mehr. Er ist davon überzeugt, dass nur seine Figur reicht, um Wähler zu überzeugen. Und so wird er zur Werbefigur rechtsgerichteter, konservativer Politiker.

## Hintergrund
Ein Gesicht in der Menge ist eine frühe Satire auf die Gefahr der Massenmanipulation durch das Fernsehen. Der Schriftsteller Budd Schulberg hatte bereits mit Kazan den Film Die Faust im Nacken über die Korruption in Gewerkschaften gemacht und dafür einen Oscar erhalten. Dieser zweite Film des Duos Kazan/Schulberg ist nicht minder politisch und kritisch mit der amerikanischen Gesellschaft. Die Figur von Larry Rhodes ist eng an den beliebten Moderator Arthur Godfrey angelegt. Das Szenenbild für den Film schuf Richard Sylbert.

## Kritiken
- film-dienst: Die Allmacht des Managements und die Persönlichkeits-Manipulation im Showbusiness und bei den Massenmedien werden scharf, oft satirisch glossiert. Formal und darstellerisch brillant, stellenweise etwas zu effekthascherisch und melodramatisch.
- Evangelischer Filmbeobachter (Kritik Nr. 762/1957): Bloßstellung und Kritik amerikanischer „Publicity“-Methoden. Ab 18 sehenswert.

## Auszeichnungen
Im Jahr 2008 wurde der Film in das National Film Registry aufgenommen.